# Капустяна
Капу́стяна — село в Україні, в Обухівському районі Київської області. Населення становить 30 осіб.